# Recilia elongatoocellata
Recilia elongatoocellata là loài côn trùng thuộc họ Cicadellidae, bộ Cánh nửa. Loài này được miên tả năm.